# Heinz Stritzl

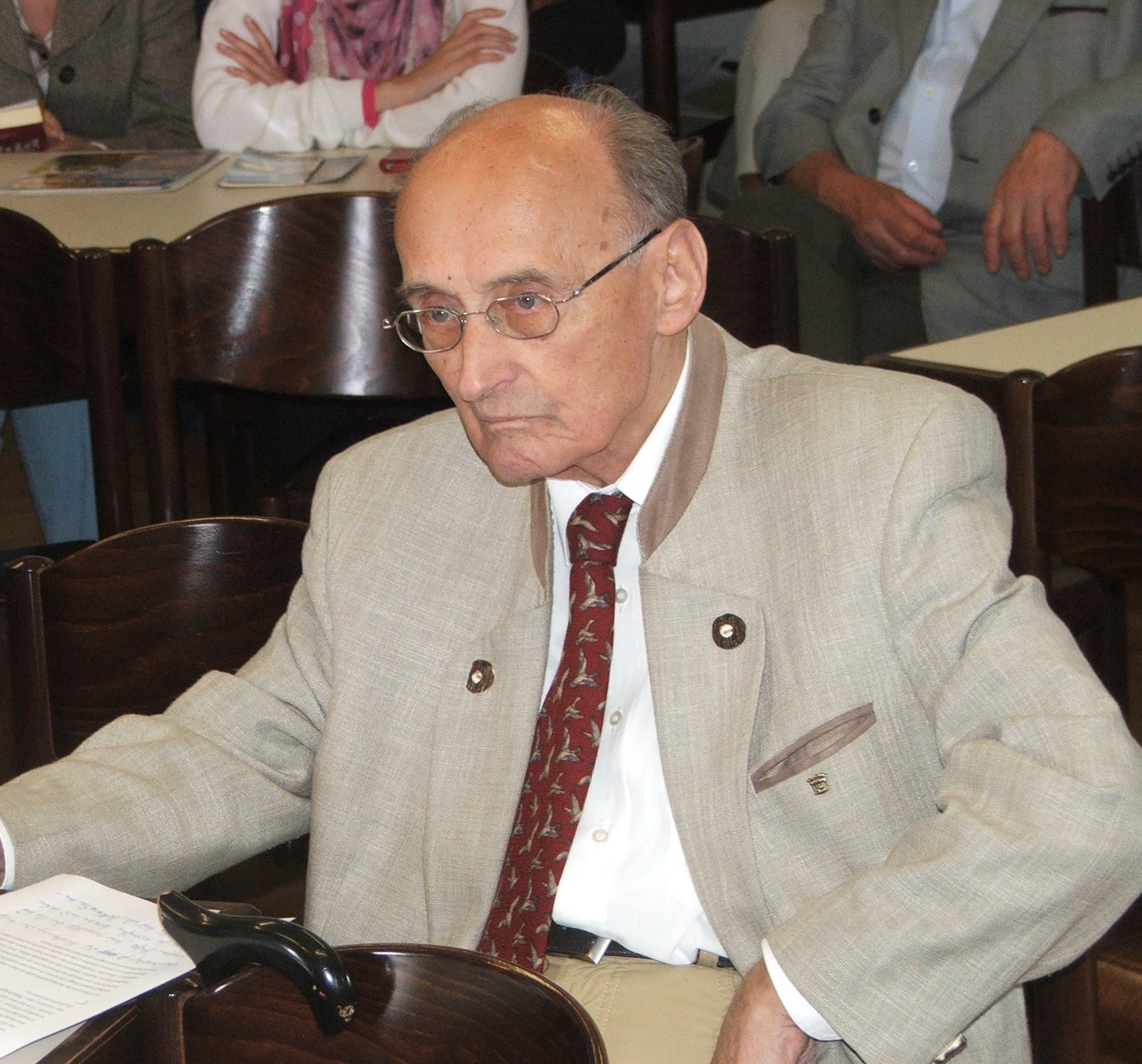
Heinz Stritzl beim Minderheitenseminar in Schloss Forchtenstein (Neumarkt) 2012

Heinrich Hermann „Heinz“ Stritzl (* 27. Dezember 1921 in Unzmarkt; † 30. Mai 2021) war ein österreichischer Journalist und Publizist.

## Leben und Ausbildung
Heinz Stritzl wurde als Sohn eines Eisenbahnbeamten geboren. Die väterliche Linie stammt aus dem Gottschee und dem Drautal, mütterlicherseits aus dem Burgenland. Er selbst wuchs in der Obersteiermark auf. Er hatte einen Bruder, der 1942 an der Ostfront fiel. Seine Mutter starb 1947. Er war verheiratet mit Herta († 2014) und hatte zwei Kinder. Einen Sohn (1945–1947) und die Tochter Angelika, die als Wissenschaftlerin für Völkerkunde am Ethnologischen Museum in Berlin tätig ist.
1940 legte er die Matura ab. Anschließend war er Kriegsfreiwilliger beim Gebirgsjägerregiment 136 in Wörgl. Im März 1941 kam er im Zuge der Kriegshandlungen über Ungarn und Rumänien nach Bulgarien und Griechenland, unter anderem nach Kreta. Danach war er an der Eismeerfront und besuchte darauf die Kriegsschule in Wiener Neustadt, die er mit dem Rang eines Leutnant abschloss. Darauf folgte der militärische Einsatz als Offizier in Italien (Apennin nördlich von Lucca und südlich von Bologna). Während des Rückzugs der Wehrmacht aus Italien geriet er unweit von Vicenza in US-amerikanische Kriegsgefangenschaft.
Da Heinz Stritzl Jungvolkführer, bei der Hitler-Jugend und Wehrmachtsangehöriger gewesen war, wurde er im Sommer 1945 in einem englischen Kriegsgefangenenlager bei Graz interniert. 1947 wurde er nach 17 Monaten Haft entlassen.
Wegen seiner Tätigkeit in der Wehrmacht wurde ihm das von ihm gewünschte Hochschulstudium der Völkerkunde verwehrt.

## Journalistische Tätigkeit
1947 trat Stritzl eine Stelle beim damaligen ÖVP-Organ Das Steirerblatt an und schrieb für den Lokalteil. Als die Kleine Zeitung 1953 wiedergegründet wurde, arbeitete er für diese. 1954 wurde der Druck der Kleinen Zeitung für Kärnten von Graz nach Klagenfurt verlegt und Stritzl übersiedelte nach Kärnten. 1958 wurde er Chefredakteur für die Kärnten-Ausgabe der kleinen Zeitung bis zu seiner Pensionierung 1991. Unter seiner Leitung wurde die Kleine Zeitung stark ausgebaut. Stritzl war zuerst ein Förderer von Jörg Haider, um ihn später umso mehr zu kritisieren. Der Historiker Stefan Karner  meinte zu ihm: „Heinz Stritzl hat Kärnten in der Nachkriegszeit mehr geprägt als so mancher führender Politiker“.

## Europapolitisches Engagement
Aufgrund seiner Erfahrungen in der Wehrmacht und mit der Volksgruppenproblematik in Kärnten und seinen Kontakten mit dem Rat der Kärntner Slowenen engagierte sich Stritzl für ein geeintes Europa. Er wurde Mitglied und Förderer der Europäischen Föderalisten in Österreich und hatte enge Kontakte ins Banater Bergland und zu Erwin Josef Țigla sowie Joachim Wittstock und Alexander Gerdanovits. Stritzl gehörte auch der „Plattform Kärnten“ an, eine Dialoggruppe, die sich um eine Verständigung und ehrliche Versöhnung mit den slowenischen Mitbürgern bemühte. Er war auch Mitglied der Kärntner Konsensgruppe und an der Lösung des Ortstafelstreits beteiligt. Ebenfalls engagierte er sich für Flüchtlinge und schrieb gegen die Entsolidarisierung mit diesen.

## Umweltengagement
Stritzl engagierte sich auch für den Natur- und Umweltschutz. Er war mit einer Kampagne maßgeblich an der Verhinderung einer Verbauung der Nockalm beteiligt.

## Kärntner Landsmannschaft
In der Kärntner Landsmannschaft war er Mitglied. Er gehörte unter anderem dem Ehrensenat an.

## Auszeichnungen
- Österreichischer Naturschutzpreis (1981)[11]
- Kulturpreisträger (Villach)[12]
- Mérite Européen in Bronze (17. Juli 2010)
- Alexander-Tietz-Preis[2][13]